# Hupa
Hupa (Hoopa), pleme Athapaskan Indijanaca sa srednjeg toka rijeke Trinity u Kaliforniji i dijela New Rivera,  najsrodniji plemenima Chilula i Whilkut. 
Prema Mooneyu 1770. ih je bilo oko 1.000, a po Uredu za Indijanske Poslove (US Office of Indian Affairs) 575 (1937.). Danas su naseljeni na rezervatu Hoopa Valley u Kaliforniji, i manjim dijelom na Big Bend Rancheria i Elk Valley Rancheria. Ukupno 2,000 (2000.)

## Ime
Sami sebe Hupe prema lokaciji nazivaju Natinnoh-hoi, speluje se i kao Natinook-wa od Natinnoh, imenu za rijeku Trinity; People of the Place Where the Trails Return. Prema istoimenoj rijeci dobili su i naziv Trinity Indians. Druga plemena nazivala su ih Kishakevira (Karok), Cha'parahihu (Shasta), Hích'hu (Chimariko), ali značenja nisu poznata. Indijanci Yurok dali su im ime  Num-ee-muss, a dolinu u kojoj su živjeli Hupo. Od naziva Hupo nastalo je i njihovo ime Hupa ili Hoopa, po kojemu su danas poznati.

## Sela
Sela: Aheltah, Cheindekotding, Dakis-hankut, Djishtangading, Haslinding, Honsading, Howunkut, Kachwunding, 'Kek-kah'-na-tung, Kinchuhwikut, Ki-ooch-wet-tung, Klo-nes-tung, Medilding, Me-yemma, Mingkutme, Miskut, Sehachpaya, Sokeakeit, Takimilding, Tashuanta, Tlelding, Tl'okame, Totltsasding, Tsa-nah'-ning-ah'-tung, Tsewenalding i Waugullewatl.

## Povijest
Prvi kontakt s bijelcima zbio se 1828. posjetom Jedediaha Smitha, no otada su na miru sve do 1850. kada počinja navala rudara. Godine 1869. u dolini Hoopa utemeljen je Fort Gaston, a 1864. rezervat Hoopa Valley. Aktom Hoopa-Yurok Settlement (1988) donesenom 31. 10. Senatom i Domom zastupnika, podijeljena je zemlja Hupa Indijanaca s plemenom Yurok, kojima je dodijeljen 'Extension' duž rijeke Klamath.

## Etnografija
Hupe su kulturno i jezično srodni s Chilula i Whilkut, koji žive istočno od njihk, i s Tsnungwe ili South Fork Hupa prema jugu. Rijeka Trinity Hupama je značila opstanak jer su ovisili o lovu na kraljevskog lososa. Losos se hvatao velikim trokutastim mrežama i gradnjom drvenih prepreka (neke vrste gatova ili brana) preko rijeke. Ova rijeka nalazi se u srcu zemlje Hupa, na kojoj se danas nalazi Hoopa Valley Rezervat, utemeljen 1864. Kultura Hupa nije bila pod utjecajem bijelaca sve do sredine 19. stoljeća, jedini njihovi kontakti do tada bili su tek sa susjednim domorodačkim zajednicama. Odjeća Hupa pletena je od ‘bear grass’-a (medvjeđe trave), biljke latinski nazvane (Xerophylum tenax). 
Školjka-dentalia koristila se kao novac i u proizvodnji nakita. Svoje trgovačke potrebe Hupe su ostvarivali s Yurokima, ali je trgovina dalje ovisila o Tolowama, Shastama i drugima. Trgovalo se kanuima od ‘redwooda’ i cedrovine, ribom, dentalia-školjkama, košarama, žirom i solju. Plemena su svoje viškove davala u zamjenu za ono što nisu imala. Trgovalo se i s Wiyot Indijancima za jelensku kožu, duhan i školjke-abalone. Od Shasta su, kaže Davis 1966,  dobivali jestive borove orahe i rogove za izradu žlica. 
Hupa Indijanci kulturno pripadaju skupini plemena Sjeverozapadne obale, i s Yurokima i Karokima njihovi su najjužniji predstavnici. Tajna društva, maske, totemski stupovi, drvorezbarstvo i ceremonije potlatch, njezine su karakteristike, koje ovi južni predstavnici nisu imali. Društvo Hupa nalikuje društvima Sjeverozapadne obale. Tu nalazimo klasne razlike s aristokracijom, i robove, koji doduše u Kaliforniji nisu bili česti, ali su postojali. Bogatstvo se ovdje mjerilo kroz vlasništvo nad posjedovanjem ribarskih mjesta za lov na lososa, i hrastovih gajeva, gdje se sakupljao žir. Plaćalo se dentalijom, crvenim skalpovima djetlića i kožama, napose je na cijeni bila koža jelena-albina. Kuće su od cedra ili 'redwood'-a, s krovovima na dvije vode. Proizvodili su kvalitetne i lijepe košare, 'dugout'-kanue, košara-kape (basket-hats), koja je mogla bili i košara i kapa. 'Acorn-bread', kruh od žira temelj je u prehrani. Sela se nalaze uz riječne obale i posjeduju polupodzemna parna kupatila kao i malu menstrualnu kolibu za žene. Recitiranje magičnih formula važno je u njihovom vjerovanju. Profesionalni šamani bave se dijagnosticiranjem bolesti i liječenjem.

## Vanjske poveznice
- Foto galerija
- Hupa  Arhivirana inačica izvorne stranice od 9. srpnja 2006. (Wayback Machine)
- Hupa Indians battle to reclaim Trinity River  Arhivirana inačica izvorne stranice od 27. prosinca 2006. (Wayback Machine)